# برنس أوف بيرجيا 2: ذا شادو آند ذا فليم
برنس أوف برشيا 2: ذا شادو آند ذا فلايم (بالإنجليزية: Prince of Persia 2: The Shadow and the Flame)‏ ، هي لعبة فيديو إلكترونية من نوع منصات، أنتجت سنة 1993م، وهي الجزء الثاني من سلسلة ألعاب أمير في بلاد فارس.

## وصلات خارجية
- برنس أوف بيرجيا 2: ذا شادو آند ذا فليم على موبي غيمز
- Prince of Persia 2: The Shadow & The Flame at the Macintosh Garden
- Prince of Persia 2: The Shadow & The Flame page at PoPUW.com